# Híres nyulak listája

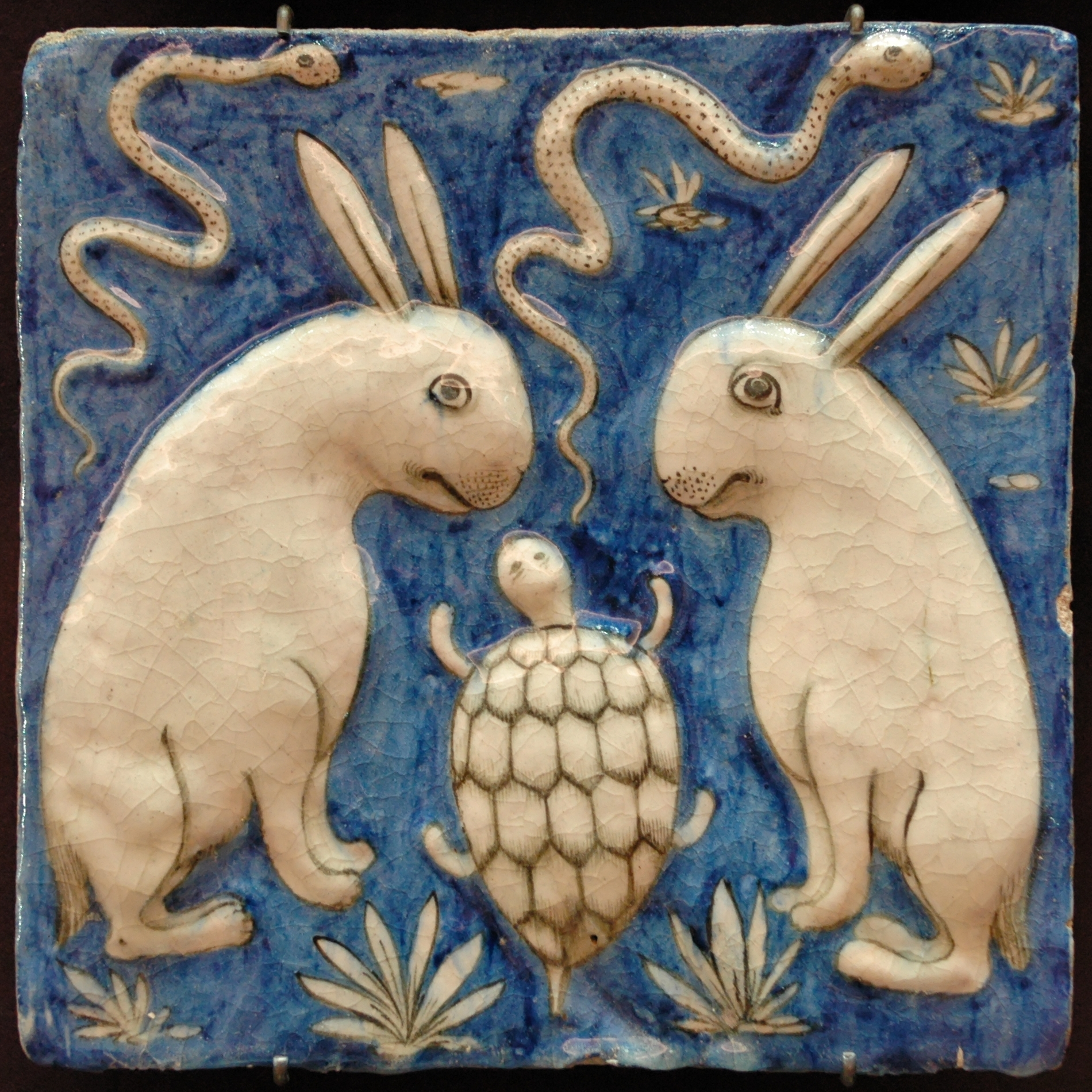
Csempe két nyúllal – illusztráció Zakariya al-Qazwini 19. századi iráni szerző könyvéhez

Ez az oldal a híres nyulak listáját tartalmazza.

## A mitológiában és a folklórban
- a húsvéti nyúl
- Nanabozho, az észak-amerikai indián törzsek mitikus állata
- Centzon Totochtin vagy Centzontotochtin: a „négyszáz nyúl” az azték mitológiában a nyúl-istenek nagy csoportja, vezetőjük Ometotchtli („két nyúl”)[1]
- a Wolpertinger vagy Raurackl, a bajor hegyvidékek néphitének szarvas, szárnyas nyula
- a jackalope, a wyomingi folklór félig nyúl, félig antilop állata
- a Rasselbock, a türingiai erdők szarvas nyula
- Skvader, Rudolf Granberg svéd taxodermológus félig nyúl, félig siketfajd képzeletbeli állata
- a Holdnyúl az indiai, kínai és japán mitológiában
- a Nyúl (latin: Lepus) csillagkép
- Soungoula, „a furfangos nyúl”, a kreol népmesék hőse a Seychelle-szigeteken
- Nyúl (állatjegy) – a kínai asztrológiában

## A populáris kultúrában
- Kabaré Kiss Manyi előadásában (a nyúlszaporulatról)
- „Miért nyúl a nyúl?” – találós kérdés (a válasz: „Fűért/Káposztáért.”)
- Mondókák:
  - „Nyuszi ül a fűben, ülve szundikálva. Nyuszi, talán beteg vagy, hogy már nem is ugorhatsz? – Nyuszi, hopp, nyuszi, hopp, máris egyet elkapott!” – mondóka
  - Kerekecske, dombocska, itt (v. erre) szalad a nyulacska.

## Kifejezésekben, fordulatokban
- nyúl – a gépesített lövész (gyalogos közkatona) gúnyneve
- nyúlárnyék – spárga
- nyúlcipő – felhúzza vagy felrántja vagy felveszi a nyúlcipőt: gyáván elinal
- nyúlfarknyi – nagyon rövid
- nyúlfogú – gúnyos megjegyzés valakinek a fogaira
- nyúlszáj, nyúlajak – ajakhasadék, a felsőajak veleszületett fejlődési rendellenessége
- nyúlszívű – szégyenletesen gyáva
- nyuszi – 1. Félénken viselkedő, könnyen rászedhető személy. 2. Éjszakai mulatóhelyen (nyúlra emlékeztető jelmezt viselő) fiatal nő, aki a vendégeket szórakoztatja.
- műnyúl – 1. agárversenyek nyulat utánzó, dróton húzott kelléke (vonszalék). 2. Műszálból (polár) készült hővédő alsónemű, a korábban drága, természetes anyagból, a angoranyúl szőréből készült angora helyett (szleng)
- szaporodik, mint a nyúl – szemléltető kifejezés
- házinyúlra nem lövünk – utalás például a munkahelyi kapcsolatok etikájára

## Az irodalomban
- Nyuszi, Micimackó barátja Alan Alexander Milne: Micimackó és Micimackó kuckója című műveiben
- A Nyúl, (angolul Br’er Rabbit vagy Brer Rabbit), Rémusz bácsi meséi (Joel Chandler Harris művének[2]) főhőse
- A „fékezhetetlen agyvelejű” Aromo A Négyszögletű kerek erdőből (Lázár Ervin)
- A kis házinyúl, Karinthy Frigyes: Szeretem az állatot
- Nyúl Elek, Nemes Nagy Ágnes Bors néni című mesejátékának szereplője
- Kalán,[3] Fekete István több művében
- A fehér nyúl Lewis Carroll Alice Csodaországban című művében[4]
- Willy Bunny, Sally Bunny, Daddy Bunny Richard Scarry műveiben
- Nyúl Béla – Móra Ferenc Hannibál tanár úr című könyvének főszereplője
- Nyúl barát – Felix Salten Bambi című meseregényének szereplője
- A három nyúl, Zelk Zoltán azonos című verses meséjében, és az ebből készült Dargay Attila-rajzfilmben
- Paprikás Tersánszky Józsi Jenő: Legenda a nyúlpaprikásról című könyvében
- Nyulam-bulam lakomája – Baskír népmesék (fordította: Rab Zsuzsa)
- John Updike Nyúl-regényei – Nyúlcipő, Nyúlketrec, Nyúlháj, Nyúlszív, Nyúlfark
- Hans Magnus Enzensberger – Irene Dische – Michael Sowa: Esterházy – Egy házy nyúl csodálatos élete (Fordította: Esterházy Péter)
- Arto Paasilinna: A nyúl éve, Budapest, Magvető, 1983
- Beatrix Potter: Nyúl Péter
- Beatrix Potter: Hová bújtak Nyúl Péter barátai?
- Karácsony Nyúl Péterrel – foglalkoztató könyv gyermekeknek, írta: Beatrix Potter[5]
- Egy mezei nyúl, aki Luna Lovegood patrónusa a Harry Potter-kötetekben.
- The Velveteen Rabbit („A pamutbársony nyúl”) – Margery Williams meséje egy játéknyúl és egy kisfiú barátságáról
- J. L. Borges: A holdbéli nyúl
- Richard Adams: Gesztenye, a honalapító
- G.J. Arthur: Nyusszogó Nyuszifiú kalandjai
- Péczeli József: Nyúl, taksás, vadász

## Filmen
- Caerbannog gyilkos nyula, a Gyalog galopp című Monty Python filmben („A nyúlon túl?” – „Nem, a nyúl az.”)
- Frank a Donnie Darko-ban
- Roger nyúl a Roger nyúl a pácban című filmben
- Nyúl Béla – Hannibál tanár úr (1956)
- Rex felügyelő – Házinyúlra nem lövünk című epizód, osztrák-német krimi-sorozat 92. rész
- Házinyúlra nem lövünk – színes magyarul beszélő amerikai vígjáték, 1990
- Legenda a nyúlpaprikásról – színes magyar filmdráma, 1975. (író: Tersánszky Józsi Jenő)
- Big Buck Bunny, egy teljesen szabad szoftverekkel készített és szabad licenc alatt bárki által letölthető animációs film főhőse
- Dujour (a gót lány) vállára tetovált nyúl („Kövesd a fehér nyulat!” – a Mátrix című filmben), 1999

## Színházban
- Harvey, az embernagyságú nyúl Mary Chase Pulitzer-díjas színdarabjában, a Barátom, Harvey-ben, és ennek filmes adaptációkban

## Képregényben és animációs filmen
- A kockásfülű nyúl, magyar rajzfilmfigura
- Bob és Bobek, csehszlovák rajzfilmfigurák
- Tapsi Hapsi, (angolul Bugs Bunny) és Lola nyuszi, rajzfilmfigurák
- Füligláb, a Jamie és a csodalámpa című angol rajzfilmsorozatban
- Buster a Tiny Toon Adventures rajzfilmben
- Péter nyúl (Peter Rabbit), Beatrix Potter világhírű mesefigurája
- Roger nyúl, film- és rajzfilmfigura
- Nijntje, holland rajzfilmfigura
- A nyúl (oroszul Заяц, Zajac), a No, megállj csak! című rajzfilmsorozat pozitív hőse
- A három nyúl Zelk Zoltán A három nyúl című versében és az abból Dargay Attila által készített A három nyulak című rajzfilmben
- A bársony nyúl a kanadai rajzfilmben
- Csupafül a Nyúl a cilinderben című magyar bábfilmben
- Ugrifüles a A legkisebb ugrifüles című magyar bábfilmben
- a vérnyúl a Wallace és Gromit és az elvetemült veteménylény filmben
- Nyúl barát a Bambiban
- Miyamoto Usagi, az Usagi Yojimbo manga hőse
- Snuggle Bunny, a Snuggle Song című dalt énekli egy mobil videóban
- Alec Azam, a bűvész nyula a Presto című Pixar rövidfilmben
- Hógolyó, „akiből” végül pápa lett a South Parkban
- Rancid Rabbit, azaz a nyúl, aki mindent lenyúl (menedzser, törzsfőnök, gyárigazgató, fáraó, orvos, polgármester szerepekben) a MacsEb (CatDog) című sorozatból
- Big Buck Bunny, egy szabad szoftverekkel készült és szabadon elérhető, letölthető 3D animációs film hőse.
- Usagi Yojimbo 1980-as évek kedvelt manga figurája. Megalkotója Stan Sakai.
- Oswald, a szerencsés nyúl
- Peter Rabbit, 2018-ban bemutatott amerikai–ausztrál–brit vegyes technikájú kalandfilm[6]

## Karikatúra
- az öngyilkos nyúl (Suicide bunny), Andy Riley rajzsorozata[7]
- nyuszika (viccek főszereplője)
- Lapin Agile (»Fürge nyúl«): kabaré a Montmartre dombon Párizsban

## A matematikában
- Fibonacci nyulai – Az egyes hónapokhoz tartozó nyúlpárok számát leíró 1, 1, 2, 3, 5, 8, 13, 21, 34, 55… számsor Fibonacci-sorozat néven vonult be a matematika történetébe (vö. Fibonacci-számok)[8]

## A számítástechnikában
- Jazz Jackrabbit, számítógépes akcióhős
- Max a Sam & Max játékokból
- Dott, Jiffy, Fizz, Mijji a Jump 'n Bump játékból
- Usagi Yojimbo commodore 64-es játék[9]
- Roger nyúl a Hare Raising Havoc játékban[10]

## A mezőgazdaságban
- nyúlrágás – a nyulak kártétele (például fiatal ültetvényen, ha nincs védekezés netlonhálóval stb. a törzs alsó 80 cm-én)

## A sportban
- műnyúl – agárversenyek, agárfuttatás kelléke;
- nyúlnak nevezik a közép- és hosszútávfutásban azt a sportolót, aki az első egy-két körben az élre áll tempót diktálni, de nem futja végig a teljes távot;
- Nyúl Zoltán – a legeredményesebb magyar kettesfogathajtó 2003-ban;
- Nyúl I Ferenc és Nyúl II Vilmos az első világháború utáni MTK sokszoros bajnokcsapatának tagjai, négy- illetve háromszoros válogatottak.

## A zenében
- Nyúf Gyöhgy, a Kaláka együttes Ny. Gy. bemutatkozik c. dalának főszereplője

## Reklám- és kabalafigurák
- a Duracell, a Nesquik és az Energizer reklámfigurái (az Energizer Európában nem használja a nyusziját, csak Amerikában)
- a Playboy-nyuszi
- a Vaillant évszázados történetű logója és egyben kabalafigurája
- Nyúlfarok, nyúlláb – kulcstartók „szerves” tartozéka

## A földrajzi nevezéktanban
- Nyúl – község Magyarországon, Győr-Moson-Sopron vármegyében, a kisalföldi Komárom-Esztergomi-síkság Igmánd-Kisbéri-medencéjében, Győrtől délre, Pannonhalmától északnyugatra.
- Nyulas – (németül Jois): falu a mai Ausztriában, Burgenland tartományban, a Nezsideri járásban.
- Nyulak szigete (latinul: Insula leporum) = Margit-sziget
- nyúlgát – alacsony ár-, esetleg belvízvédelmi létesítmény (általában ideiglenes)

## Csillagászatban
Nyúl csillagkép (Lepus)

## A tájnyelvben
A hosszúhetényi helyi nyelvben "nyuszka". A "nyuszkaibolya" a világoskék színű ibolya (Viola silvestris).
Baranyai találós kérdés: Hány nyuszka farka éri föl az eget? (Eggyé is, ha ujan hosszi vóna.)

## Naptár
- Nyúlnévnapok – Állatnaptár[13]

## Képek

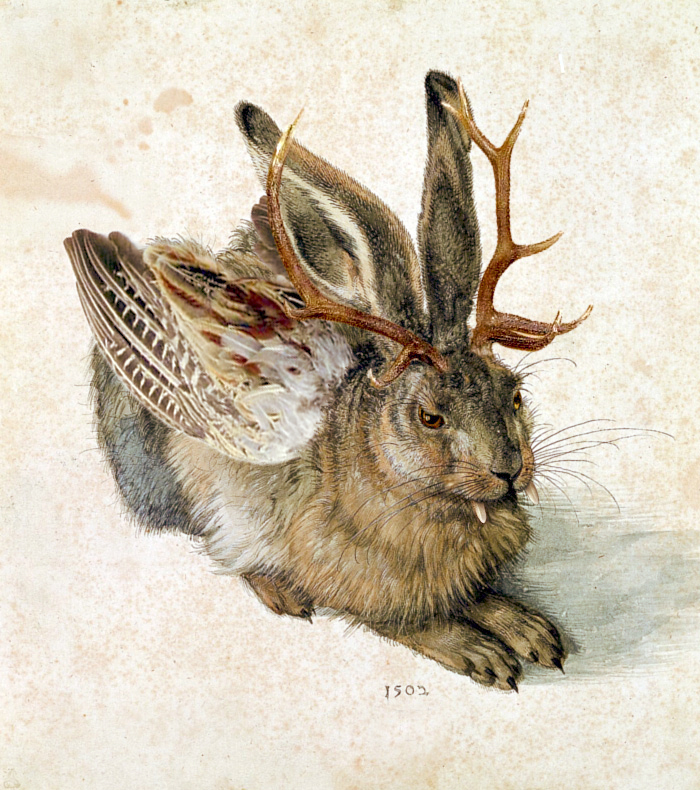
Wolpertinger
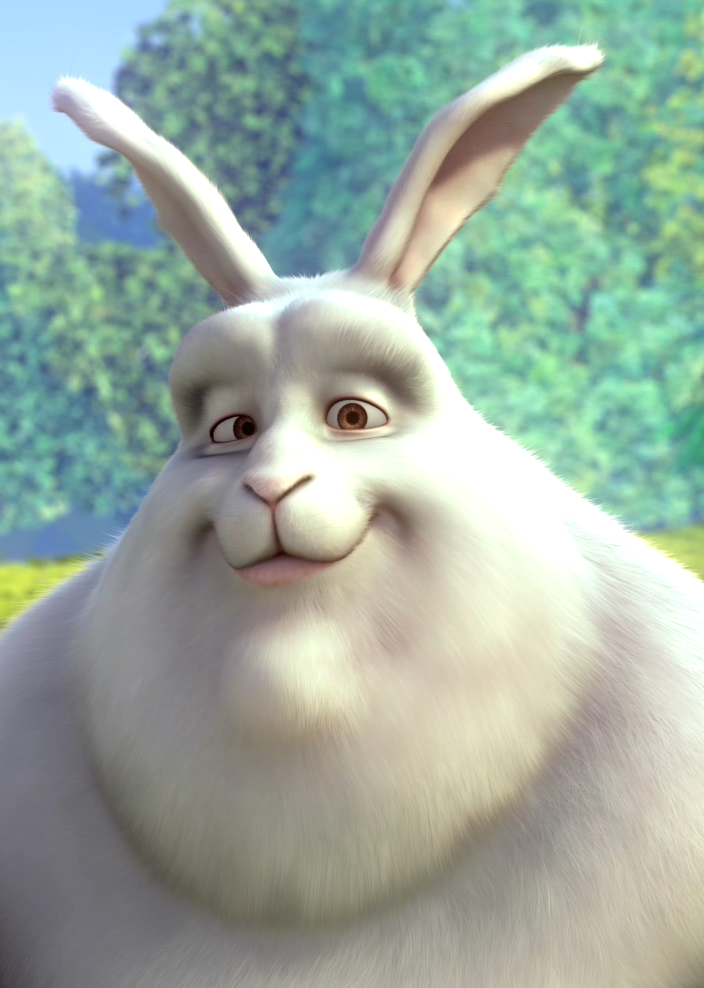
Big Buck Bunny
Na, megállj csak!
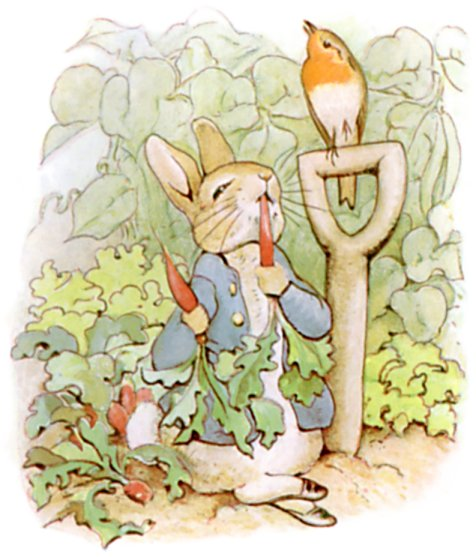
Beatrix Potter's Peter Rabbit